# 御子柴礼司シリーズ
『御子柴礼司シリーズ』（みこしばれいじシリーズ）は、中山七里による日本の推理小説のシリーズ。どんな罪状であっても負けない悪辣弁護士の御子柴礼司が奔走するリーガル・サスペンス。講談社より2011年12月から刊行されている。
講談社からは「御子柴弁護士」シリーズ（第4作文庫本から）または『贖罪の奏鳴曲（ソナタ）』シリーズ（第3作単行本から第4作単行本まで）、テレビドラマを制作した東海テレビからは弁護士・御子柴シリーズと呼ばれている。
2015年にシリーズ第1作『贖罪の奏鳴曲』がWOWOWでテレビドラマ化された。また、2019年から2020年にかけて、シリーズ第1作『贖罪の奏鳴曲』から第4作『悪徳の輪舞曲』までを原作とする『悪魔の弁護人 御子柴礼司 〜贖罪の奏鳴曲〜』が東海テレビ制作・フジテレビ系でテレビドラマ化されている。

## 登場人物
御子柴 礼司（みこしば れいじ）
どんな罪名でも必ず執行猶予や減刑、時には無罪も勝ち取る気鋭の辣腕弁護士。しかしその戦法は証言者達の横っ面を札束ではたくなど真っ当なものでないことも多く、依頼人から法外な報酬を要求することも少なくない。年収は億単位とも言われる。報酬は多額だが客を寄り好みしないため、反社会勢力からの依頼も多い。酷薄そうな薄い唇に、特徴のある尖った耳をしている。
実は昭和60年8月に世間を震撼させた福岡市内の幼女殺害事件の犯人。当時5歳だった佐原みどりを首を絞めて殺し、死体をノコギリで解体。公民館前の郵便ポストの上に生首を乗せたのをはじめとして、幼稚園の玄関前に右脚、神社の賽銭箱の上に左脚といった具合に1日に1パーツずつ遺体の一部を遺したことから、〈死体配達人〉と呼ばれた。犯行当時14歳だったため、関東医療少年院送致となるが、5年後に仮出所。その際、氏名変更が家庭裁判所により許可され、“園部信一郎（そのべしんいちろう）”から、本人が希望した特撮ヒーロー番組の主人公と同じ名前である“御子柴礼司”に改名した。少年院を退院した3年後の22歳の時、司法試験に一発合格。千葉の大河内弁護士事務所に2年勤務した後独立し、東京地裁から徒歩圏内という虎ノ門のオフィスビル3階に「御子柴法律事務所」をかまえ、四谷のマンションに住む。父・園部謙造、母・郁美、3つ下の妹・梓の4人家族だったが、事件の1年後に父親は首を吊って自殺、母親と妹は夜逃げ同然で失踪した。
シリーズ第2作『追憶の夜想曲』で司法関係者を含め多くの人間に出自が知られた後は（といってもまだ一般に流布しているわけではない）、検事や弁護士からはまるで親の仇のように接され、嫌味を言われるようになる。多数の会社から顧問契約を打ち切られ、年間1200万円のテナント料も払えなくなったため、葛飾区小菅2丁目の保健センター付近の雑居ビルの中に事務所を移転した。
日下部 洋子（くさかべ ようこ）
「御子柴法律事務所」唯一の事務員。雇用主とは逆で真っ当な倫理観の持ち主。命令された仕事は迅速にこなすため事務員としては有能だが、御子柴の体調や生活態度に口を出すこともあり、御子柴の憎まれ口も通用しない。一人っ子。
御子柴の過去については知らず、シリーズ第2作『追憶の夜想曲』で世間と同じタイミングで知ったが、その後事務所を移転する際に谷崎の事務所で同じ給料で雇ってもらえるよう御子柴が手配したにもかかわらず、過去は気にしないと言い、御子柴の下で働き続けている。
稲見 武雄（いなみ たけお）
御子柴が少年院にいたころの教育担当教官で、父親のように感じ、御子柴が現在の自分を作ってくれた恩人だと思っている人物。組織の論理より個人の信条を優先し、御子柴には「償いというのは言葉じゃなくて行動だ。だから懺悔は口にするな。行動で示せ」と指導していた。
御子柴と出会った時はすでに左足が不自由だったが、御子柴が仲間と脱走を企て、捕まりそうになった時に尖らせた歯ブラシの柄で貫いたため、大腿四頭筋断裂で完全に車いす生活となった。御子柴に刺されたことは公にせず、1985年に公務中の事故を理由に退官。自宅療養していたが、2008年4月に特別養護老人ホーム「伯楽園」に入所する。
御子柴と出会った時は独り身。結婚していたが、息子の武士が中学生のころに万引き事件を起こした時、信じてやらなかったことが決定打となり、妻・恭子とは離婚した。
シリーズ第3作『恩讐の鎮魂曲』で、「伯楽園」の介護スタッフを殺害した「介護士殴殺事件」で御子柴の弁護を受けるが、懲役6年に処され、八王子の医療刑務所に収監される。
谷崎 完吾（たにざき かんご）
東京弁護士会会長。弁護士番号は10000番台。
びっしり撫で付けた銀髪と叡智を湛えた瞳が特徴的。温和で紳士だと思われがちだが、実は対立する者は自分より目上であろうと問答無用で潰しにかかり、自身の意に添わぬ者や信条に外れる者を容赦なく叩くため、「鬼崎」というあだ名をつけられている。しかしなぜか御子柴には肩入れし、弁護士会でたびたび上がる御子柴への懲戒動議を何度も収めたり、シリーズ第1作『贖罪の奏鳴曲』で御子柴が倒れた後、東條美津子の裁判を引き継いだりしている。当の御子柴は話していると手の上で転がされているようで調子が狂うと感じている。
昔から変わらず港区赤坂の古色蒼然と形容するにふさわしい低層ビルの2階に事務所をかまえている。シリーズ第2作『追憶の夜想曲』からは会長の職を辞しているが、東京弁護士会にある保守系の清風会、革新系の友愛会、左派の創新会、右派の火曜会、中道系の自由会のうちの最大派閥である中道系自由会の領袖としてなお幅を利かせている。

## シリーズ一覧
贖罪の奏鳴曲（ソナタ）
- 単行本：2011年12月23日発売、講談社、ISBN 978-4-06-217377-3
- 文庫本：2013年11月15日発売、講談社文庫、ISBN 978-4-06-277666-0

追憶の夜想曲（ノクターン）
- 初出：『メフィスト』2012 VOL.2 - 2013 VOL.2
- 単行本：2013年11月21日発売、講談社、ISBN 978-4-06-218636-0
- 文庫本：2016年3月15日発売、講談社文庫、ISBN 978-4-06-293318-6

恩讐の鎮魂曲（レクイエム）
- 初出：『メフィスト』2014 VOL.2 - 2015 VOL.2
- 単行本：2016年3月16日発売、講談社、ISBN 978-4-06-219967-4
- 文庫本：2018年4月13日発売、講談社文庫、ISBN 978-4-06-293836-5

悪徳の輪舞曲（ロンド）
- 初出：『メフィスト』2016 VOL.2 - 2017 VOL.2
- 単行本：2018年3月15日発売、講談社、ISBN 978-4-06-220973-1
- 文庫本：2019年11月14日発売、講談社文庫、ISBN 978-4-06-517676-4

復讐の協奏曲（コンチェルト）
- 初出：『メフィスト』2018 VOL.2 - 2019 VOL.2
- 単行本：2020年11月11日発売、講談社、ISBN 978-4-06-521498-5
- 文庫本：2023年2月15日発売、講談社文庫、ISBN 978-4-06-529956-2

殺戮の狂詩曲（ラプソディ）
- 初出：『小説現代』2023年3月号
- 単行本：2023年3月29日発売、講談社、ISBN 978-4-06-530903-2

## テレビドラマ

### WOWOW版
2015年1月24日から2月14日まで、WOWOWの「連続ドラマW」枠にて『贖罪の奏鳴曲』のタイトルで放映。シリーズ第1作『贖罪の奏鳴曲』を原作とする。主演は三上博史。

### 東海テレビ / フジテレビ版
2019年12月7日から、東海テレビ制作・フジテレビ系の「オトナの土ドラ」枠にて『悪魔の弁護人 御子柴礼司 〜贖罪の奏鳴曲〜』のタイトルで放映。シリーズ第1作『贖罪の奏鳴曲』から第4作『悪徳の輪舞曲』までを原作とする。主演は要潤。